# Nova univerza
Nova univerza (s kratico NU; angl. New University) je zasebna univerza v Sloveniji, ustanovljena leta 2017. Sedež ima v Novi Gorici, enote pa v Kranju, Mariboru ter Ljubljani, v znameniti Drofenigovi hiši, kjer ima tudi svojo knjižnico in galerijo.
Število redno zaposlenih visokošolskih učiteljev in sodelavcev na NU na dan 1. januarja 2023 je bilo štiri (4).

## Zgodovina
6. oktobra 2008 je Senat za akreditacijo pri Svetu RS za visoko šolstvo izdal pozitivno strokovno mnenje k ustanovitvi Nove univerze (NU). Nacionalna agencija za kakovost v visokem šolstvu je dne 28. 11. 2016 Novo univerzo vpisala v Javno evidenco akreditiranih visokošolskih zavodov z naslednjimi pripadajočimi fakultetami članicami: Evropska pravna fakulteta (NU, Evro-PF), Fakulteta za državne in evropske študije (NU, FDŠ) in Fakulteta za slovenske in mednarodne študije (NU, FSMŠ). Njeni prejšnji rektorji so bili Dimitrij Rupel, Peter Jambrek (od 1. aprila 2019 do 30. septembra 2019 in od 1. oktobra 2022 dalje) in Matej Avbelj (od 1. oktobra 2019 - 30. septembra 2022).

## Članice NU
- Evropska pravna fakulteta, Nova Gorica (Evro-PF)
- Fakulteta za državne in evropske študije, Kranj (FDŠ)
- Fakulteta za slovenske in mednarodne študije, Ljubljana (FSMŠ)

## Organiziranost
Vodstvo
- Rektor: Peter Jambrek
- Prorektor: Matej Avbelj
- Prorektor za knjižnično dejavnost in založništvo: Dimitrij Rupel
- Direktorica: Olga Jambrek[10][11]

Študijski centri
- Nova Gorica (Delpinova ulica 18B, 5000 Nova Gorica)
- Ljubljana (Mestni trg 23, 1000 Ljubljana)
- Kranj (Žanova ulica 3, 4000 Kranj)
- Maribor (Prešernova ulica 17, 2000 Maribor)

Knjižnica
V Ljubljanski dislocirani enoti deluje Univerzitetna knjižnica Nove Univerza (UKNU). Ustanovljena je bila leta 2017 ter je polnopravni član sistema COBISS.si.
Galerija
V avli Ljubljanske dislocirane enote deluje Galerija Nove univerze s spreminjajočimi se razstavami.
Povezane ustanove
- London School of Wealth Management, London, Velika Britanija
- Kolegji ESLG (European School of Law and Government), Priština, Kosovo
- Visoka šola za gradbeno inženirstvo Kranj - VŠGI, Kranj, Slovenija
- Effectus – Studij Financije i Pravo, Zagreb, Hrvaška
- Arema – Visoka šola za regionalni management, Rogaška Slatina, Slovenija

## Častni doktorji NU
- Peter Florjančič (2017)[13]
- Borut Pahor (2022)[14]

## Kritike in kontroverze
Senat za akreditacijo pri svetu za visoko šolstvo je v letu 2008 s petimi glasovi za in tremi proti izdal pozitivno strokovno mnenje k ustanovitvi Nove univerze, ob tem pa sta zaradi nestrinjanja protestno odstopila Janko Prunk z mesta predsednika akreditacijskega senata in Dejan Škorjanc kot član. Po podatkih Mladine sta bila člana komisije tudi ustanovitelja NU, Peter Jambrek in Matej Makarovič.
Ob ustanovitvi NU se je Radio Študent vprašal o smiselnosti ustanovitve še ene univerze v »kvazi univerzitetni« Novi Gorici ob dejstvu, da je imela že Univerza v Novi Gorici težave s pridobivanjem študentov. Takratni rektor, Dimitrij Rupel, je v odgovor novinarki pojasnil, da z vpisom na fakultete nimajo težav.
Vladni predlog novega interventnega zakona za blažitev posledic drugega vala epidemije COVID-19 (Zakon o interventnih ukrepih za omilitev posledic drugega vala epidemije, v nadaljevanju: PKP6) iz leta 2020 naj bi bila prirejen za reševanje NU, ki naj bi imela težave z izpolnjevanjem pogojev in posledično pridobivanjem sredstev, zato je Branimir Štrukelj, glavni tajnik Sviz, predlagal brisanje člena, po katerem pogojev za ustanovitev visokošolskega zavoda ne bi preverjali pri prvem naslednjem podaljšanju akreditacije, ampak šele pri drugem. Ta člen je nato razveljavilo Ustavno sodišče. Komisija za preprečevanje korupcije je v zvezi s sprejemanjem opredeljenih sprememb zakona o visokem šolstvu odločila aprila 2021 in postopek ustavila, saj ni potrdila kršitev Zakona o integriteti in preprečevanju korupcije. Komisija za preprečevanje korupcije je namreč sprejela zaključek, da po vseh prejetih pojasnilih ni mogoče ugotoviti, da bi šesti protikoronski zakon (PKP6) v delu sprememb zakona o visokem šolstvu deloval v korist zgolj določenemu visokošolskemu zavodu (tj. Novi univerzi).